# Han Ga-in
Han Ga-in, nata Kim Hyun-joo (한가인?, 韓佳人?, Han Ga-inLR, Han KainMR; Seul, 25 febbraio 1982), è un'attrice sudcoreana.

## Carriera
Ai tempi delle scuole superiori, Han Ga-in apparve in un quiz televisivo e in un'intervista con alcuni compagni di scuola, venendo notata dalle agenzie di spettacolo, che le offrirono dei contratti. Il suo debutto fu in uno spot pubblicitario della Asiana Airlines nel 2002, anno in cui entrò nel cast del drama Haetbit sanyang. I KBS Drama Awards la nominarono come migliore attrice per Noran sonsugeon nel 2003 e per Ae-jung-ui jo-geon nel 2004. Nel 2005, apparve nel videoclip di Only Wind, Only Wind degli SG Wannabe.
Dopo Manyeo Yu-hui del 2007, Han criticò pubblicamente il regista e gli sceneggiatori per la scarsa qualità della serie, dopodiché si prese tre anni di pausa dalla recitazione. Tornò sugli schermi con Nappeun namja, in cui tentò di rimpiazzare la sua immagine di ragazza innocente con quella di una donna materialista che sogna la scalata sociale.
Il 2012 la vide interpretare i panni della sciamana Wol nella serie storica Haereul pum-eun dal, che ottenne un grande successo di pubblico, con l'ultimo episodio a quota 40% di share. Il film Geonchukhakgaeron, inoltre, stabilì un record di incassi al box-office. Han ha definito il personaggio di Seo-yeon quello che si avvicina maggiormente alla sua reale personalità.

## Vita privata
Han Ga-in ha sposato il collega attore Yeon Jung-hoon il 26 aprile 2005. La coppia aveva lavorato insieme in Noran sonsugeon nel 2003. Han restò incinta del primo figlio nel 2014, ma, a nove settimane, ebbe un aborto spontaneo. Partorì poi una bambina il 13 aprile 2016.

## Filmografia

### Cinema
- Maljukgeori janhoksa, regia di Yoo Ha (2004)
- Geonchukhakgaeron, regia di Lee Yong-joo (2012)

### Televisione
- Haetbit sanyang – serial TV (2002)
- Noran sonsugeon – serial TV (2003)
- Ae-jung-ui jo-geon – serial TV (2004)
- Shinip sawon – serial TV (2005)
- Dr. Kkang – serial TV (2006)
- Manyeo Yoo-hee – serial TV (2007)
- Nappeun namja – serial TV (2010)
- Haereul pum-eun dal – serial TV, 15 episodi (2012)

## Riconoscimenti
- 2003 – KBS Drama Awards
  - Best New Actress (Noran sonsugeon)

- 2004 – Baeksang Arts Awards
  - Popularity Award (Maljukgeori janhoksa)

- 2004 – Blue Dragon Film Awards
  - Nomination Best New Actress (Maljukgeori janhoksa)

- 2004 – Korean Film Awards
  - Nomination Best New Actress (Maljukgeori janhoksa)

- 2004 – KBS Drama Awards
  - Best Couple Award con Song Il-gook (Ae-jung-ui jo-geon)
  - Excellence Award, Actress (Ae-jung-ui jo-geon)

- 2005 – MBC Drama Awards
  - Excellence Award, Actress (Shinip sawon)

- 2012 – Seoul International Drama Awards
  - Nomination Outstanding Korean Actress (Haereul pum-eun dal)

- 2012 – MBC Drama Awards
  - Top Excellence Award, Actress in a Miniseries (Haereul pum-eun dal)